# Merlin Tandjigora
Merlin Abdoulaye Tandjigora (Port-Gentil, 6 de abril de 1990) é um futebolista profissional gabonense que atua como volante.

## Carreira
Merlin Tandjigora fez parte do elenco da Seleção Gabonense de Futebol da Olimpíadas de 2012.